# Åsele kommunblock
Åsele kommunblock var ett tidigare kommunblock i Västerbottens län.

## Administrativ historik
Den 1 januari 1964 grupperades Sveriges 1006 dåvarande kommuner i 282 kommunblock som en förberedelse inför kommunreformen 1971. Åsele kommunblock bildades då av Åsele köping samt landskommunerna Dorotea och Fredrika. Kommunblocket hade vid bildandet 11 700 invånare.
1967 delades kommunblocken in i A-regioner och Åsele kommunblock kom då att tillhöra Lycksele a-region.
1971 ombildades köpingen och de båda landskommunerna i området till motsvarande enhetskommuner. 1974 bildades "blockkommunen" Åsele av kommunerna i området och kommunblocket upplöstes.
1980 delades Åsele kommun och Dorotea kommun blev återigen en egen kommun.